# WGC - Bridgestone Invitational 2013
De WGC - Bridgestone Invitational  is een golftoernooi van de World Golf Championships. Het toernooi wordt van 1-4 augustus 2013 gespeeld op de Firestone Country Club in Arizona. Het prijzengeld is US$ 8.750.000. Titelverdediger is Keegan Bradley.
Aangezien het een Invitational-toernooi is, gelden speciale kwalificatienormen. In de oneven jaren mogen de spelers van het laatste Ryder Cup-team meedoen. Verder worden de top-50 van de wereldranglijst uitgenodigd en de winnaars van het Japan Golf Tour Championship (2013) en het Bridgestone Open (2012) van de Japan Golf Tour van 2012, het Australian PGA Championship (2012) van de Australasian Tour, de Dimension Data Pro-Am van de Zuid-Afrikaanse Tour van 2013 en het Thailand Golf Championship van de Aziatische PGA Tour van 2013.

## Verslag
De par van de baan is 70.

### Ronde 1
Web Simpson kende de baan niet en nam een caddie die de baan wel goed kende. Paul Tesori was vroeger de caddie van Vijay Singh. In het interview achteraf zei hij dat Tesori hem goede lijnen had gegeven en goed had geholpen met de clubselectie.

Slechts 16 spelers staan onder par, Nicolas Colsaerts kwam met +2 binnen.

### Ronde 2
Tiger Woods heeft weer het heft in handen genomen. Na een ronde van 61 (-9)  werd hij leider met een voorsprong van zeven slagen op Chris Wood en Keegan Bradley. De weersvoorspellingen voor zaterdagmiddag zijn zo slecht dat er is besloten ronde 3 van twee tee's te starten om vroeger klaar te zijn.

### Ronde 3
Tiger Woods heeft zijn voorsprong behouden, maar Henrik Stenson heeft de 2e plaats ingenomen. Het zal zondag gaan om de tweede plaats want wie de winnaar wordt, staat vrijwel vast. Nicolas Colsaerts had geen goede ronde en zakte 15 plaatsen.

### Ronde 4
Winnaar werd Tiger Woods die zijn voorsprong van zeven slagen wederom behield. Het was zijn 79ste overwinning sinds hij professional werd. Ditmaal was Charlie erbij, zijn zoontje. Na alle interviews reden Tiger en Charlie Woods met hun rode Cadillac SUV naar Rochester waar volgende week het Amerikaanse PGA Kampioenschap wordt gespeeld. 
De tweede plaats ging naar Keegan Bradley en Henrik Stenson.
Scores
| Naam              | Score R1 | Score R1 | Nr. | Score R2 | Score R2 | Totaal | Nr. | Score R3 | Score R3 | Totaal | Nr. | Score R4 | Score R4 | Totaal | Nr  |
| ----------------- | -------- | -------- | --- | -------- | -------- | ------ | --- | -------- | -------- | ------ | --- | -------- | -------- | ------ | --- |
| Tiger Woods       | 66       | -4       | T3  | 61       | -9       | -13    | 1   | 68       | -2       | -15    | 1   | 70       | par      | -15    | 1   |
| Keegan Bradley    | 66       | -4       | T3  | 68       | -2       | -6     | T2  | 71       | +1       | -5     | T7  | 67       | -3       | -8     | T2  |
| Henrik Stenson    | 65       | -5       | 2   | 70       | par      | -5     | T4  | 67       | -3       | -8     | 2   | 70       | par      | -8     | T2  |
| Jason Dufner      | 67       | -3       | T7  | 69       | -1       | -4     | T6  | 67       | -3       | -7     | 3   | 71       | +1       | -6     | T4  |
| Chris Wood        | 66       | -4       | T3  | 68       | -2       | -6     | T2  | 70       | par      | -6     | T4  | 71       | +1       | -5     | T7  |
| Webb Simpson      | 64       | -6       | 1   | 75       | +5       | -1     | T16 | 73       | +3       | +2     | T28 | 66       | -4       | -2     | T14 |
| Ryan Moore        | 66       | -4       | T3  | 74       | +4       | par    | T18 | 70       | par      | par    | T17 | 73       | +3       | +3     | T33 |
| Nicolas Colsaerts | 72       | +2       | T41 | 70       | par      | +2     | T34 | 74       | +4       | +6     | T49 | 73       | +3       | +9     | T57 |

| Leider |  | Toernooirecord |  | MC = missed cut = cut gemist |  | DQ = disqualified |

## Spelers
De volgende spelers hebben zich gekwalificeerd (29 juli 2013) 
| Speler                    | Kwalificatie | OWGR |
| ------------------------- | --- | ---- |
| Kiradech Aphibarnrat      | Maleisisch Open 2013 |      |
| Sang-Moon Bae             | Byron Nelson Championship 2013 |      |
| Jonas Blixt               | | 48   |
| Keegan Bradley            | WGC - Bridgestone Invitational 2012, Ryder Cup 2012                                                                                      | 17   |
| Ángel Cabrera             | | 43   |
| Paul Casey                | Iers Open 2013 |      |
| Nicolas Colsaerts         | Ryder Cup 2012 | 42   |
| Jason Day                 | | 20   |
| Luke Donald               | Ryder Cup 2012, Dunlop Phoenix Open 2012                                                                                                 | 9    |
| Jamie Donaldson           | Abu Dhabi HSBC Golf Championship 2013 | 38   |
| Jason Dufner              | Ryder Cup 2012 | 24   |
| Ken Duke                  | Travelers Championship 2013 |      |
| Ernie Els                 | BMW International Open 2013 | 14   |
| Harris English            | FedEx St. Jude Classic 2013 |      |
| Derek Ernst               | Wells Fargo Championship 2013 |      |
| Gonzalo Fernández-Castaño | BMW Italian Open 2012 | 45   |
| Rickie Fowler             | | 35   |
| Jim Furyk                 | Ryder Cup 2012 | 29   |
| Tommy Gainey              | The McGladrey Classic 2012 |      |
| Stephen Gallacher         | Omega Dubai Desert Classic 2013 |      |
| Sergio García             | Wyndham Championship 2012, Ryder Cup 2012                                                                                                | 16   |
| Brian Gay                 | Humana Challenge 2013 |      |
| Branden Grace             | Alfred Dunhill Links Championship 2012                                                                                                   | 28   |
| Bill Haas                 | AT&T National 2013 | 25   |
| Peter Hanson              | KLM Open 2012, Ryder Cup 2012, BMW Masters 2012                                                                                          | 31   |
| Russell Henley            | Sony Open in Hawaii 2013 |      |
| Billy Horschel            | Zurich Classic of New Orleans 2013 | 37   |
| Mikko Ilonen              | Nordea Masters 2013 |      |
| Miguel Ángel Jiménez      | UBS Hong Kong Open 2012 |      |
| Dustin Johnson            | Ryder Cup 2012, Hyundai Tournament of Champions 2013                                                                                     | 21   |
| Zach Johnson              | Ryder Cup 2012 | 27   |
| Martin Kaymer             | Ryder Cup 2012, Nedbank Challenge 2012                                                                                                   | 36   |
| Satoshi Kodaira           | Japan Golf Tour Championship 2013 |      |
| Matt Kuchar               | Ryder Cup 2012, WGC - Matchplay 2013, Memorial Tournament 2013                                                                           | 6    |
| Martin Laird              | Valero Texas Open 2013 | 49   |
| Paul Lawrie               | Johnnie Walker Championship 2012, Ryder Cup 2012                                                                                         |      |
| Shane Lowry               | Portugal Masters 2012 |      |
| Hunter Mahan              | (teruggetrokken) | 22   |
| Matteo Manassero          | BMW PGA Championship 2013, Barclays Singapore Open 2012                                                                                  | 27   |
| Hidoki Matsuyama          | | 33   |
| Graeme McDowell           | Volvo World Match Play Championship 2013, RBC Heritage 2013, Ryder Cup 2012                                                              | 8    |
| Rory McIlroy              | BMW Championship 2012, Deutsche Bank Championship 2012, US PGA Championship 2012, Ryder Cup 2012, DP World Tour Championship 2012        | 3    |
| John Merrick              | Northern Trust Open 2013 |      |
| Phil Mickelson            | Ryder Cup 2012, Waste Management Phoenix Open 2013                                                                                       | 2    |
| Francesco Molinari        | Ryder Cup 2012 | 39   |
| Ryan Moore                | Justin Timberlake Shriners Hospitals for Children Open 2012                                                                              | 44   |
| Thorbjørn Olesen          | | 41   |
| Louis Oosthuizen          | Volvo Golf Champions 2012 (teruggetrokken)                                                                                               | 12   |
| Carl Pettersson           | | 47   |
| Scott Piercy              | | 46   |
| D.A. Points               | Shell Houston Open 2013 |      |
| Daniel Popoviĉ            | Australian PGA Championship 2012 |      |
| Ian Poulter               | Ryder Cup 2012, WGC - HSBC Champions 2012                                                                                                | 15   |
| Richie Ramsay             | European Masters 2012 |      |
| Justin Rose               | US Open, Ryder Cup 2012 | 4    |
| Brett Rumford             | Ballantine's Championship 2013, Volvo China Open 2013                                                                                    |      |
| Charl Schwartzel          | Thailand Golf Championship 2012, Alfred Dunhill Championship 2012                                                                        | 13   |
| Adam Scott                | Masters 2013 | 5    |
| Peter Senior              | Emirates Australian Open 2012 (teruggetrokken)                                                                                           |      |
| Webb Simpson              | Ryder Cup 2012 | 23   |
| Brandt Snedeker           | TOUR Championship 2012, Ryder Cup 2012, AT&T Pebble Beach National Pro-Am 2013                                                           | 7    |
| Henrik Stenson            | | 19   |
| Richard Sterne            | | 34   |
| Kevin Streelman           | Tampa Bay Championship 2013 | 40   |
| Steve Stricker            | Ryder Cup 2012 | 11   |
| Toru Taniguchi            | Bridgestone Open 2012 |      |
| Michael Thompson          | Honda Classic 2013 |      |
| Bo Van Pelt               | | 32   |
| Jaco Van Zyl              | Dimension Data Pro-Am 2013 |      |
| Nick Watney               | The Barclays 2012 | 30   |
| Bubba Watson              | Ryder Cup 2012 | 18   |
| Boo Weekley               | Crowne Plaza Invitational 2013 |      |
| Lee Westwood              | Ryder Cup 2012 | 10   |
| Chris Wood                | Commercial Bank Qatar Masters 2013 |      |
| Tiger Woods               | Ryder Cup 2012, Farmers Insurance Open 2013, WGC - CA Kampioenschap 2013, Arnold Palmer Invitational 2013, The Players Championship 2013 | 1    |

OWGR = Official World Golf Ranking